# Edyta Węcławek
Edyta Węcławek (ur. 16 sierpnia 1985 w Wołominie) – polska siatkarka grająca na pozycji przyjmującej. Obecnie (sezon 2011/2012) występuje w klubie Oslo Volley. Uprawia również siatkówkę plażową.
Wielokrotnie startowała w rozgrywkach akademickich, na różnym szczeblu. W Akademickich Mistrzostwach Europy w 2007 roku w barwach drużyny SPS Politechnika Częstochowska zdobyła brązowy medal. W tych samych zawodach w siatkówce plażowej w 2010 roku zajęła 4. pozycję, a rok później była siódma.
W rozgrywkach krajowych w 2007 roku, wraz z Politechniką Częstochowską, zdobyła tytuł mistrzyni Polski szkół wyższych w siatkówce kobiet (podczas turnieju finałowego została wybrana najlepszą przyjmującą), rok później, z tą samą drużyną, zdobyła tytuł akademickiej mistrzyni Polski w siatkówce halowej (podczas turnieju finałowego została wybrana MVP), a w 2010 roku powtórzyła to osiągnięcie (ponownie została także wybrana MVP turnieju finałowego). Ponadto w tym samym roku zdobyła także tytuł akademickiej mistrzyni Polski w siatkówce plażowej.
Sukcesy odnosiła również w wieku juniorskim: w 2003 roku zdobyła srebrny medal mistrzostw Polski juniorek.

## Przebieg kariery klubowej
- 2000–2003 – Skra Warszawa
- 2003–2008 – SPS Politechnika Częstochowska
- 2008–2009 – AZS Politechnika Śląska Gliwice
- 2009-2011 – PLKS Pszczyna
- od 2011 – Oslo Volley